# Prosartes smithii
Prosartes smithii là một loài thực vật có hoa trong họ Liliaceae. Loài này được (Hook.) Utech, Shinwari & Kawano miêu tả khoa học đầu tiên năm 1994.